# Castillo de los Baux

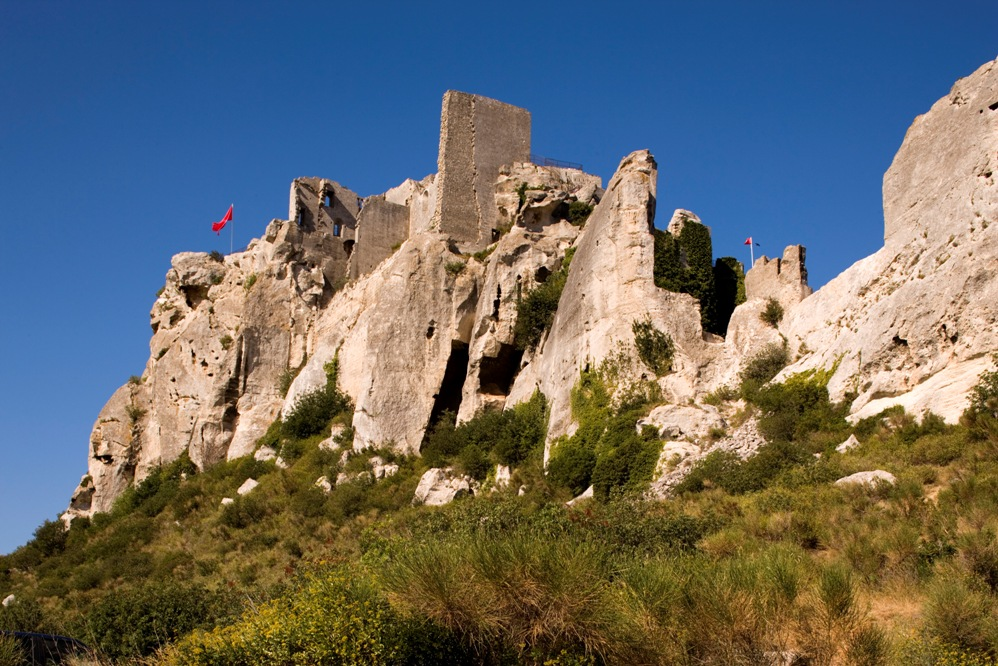
Vista general del castillo.

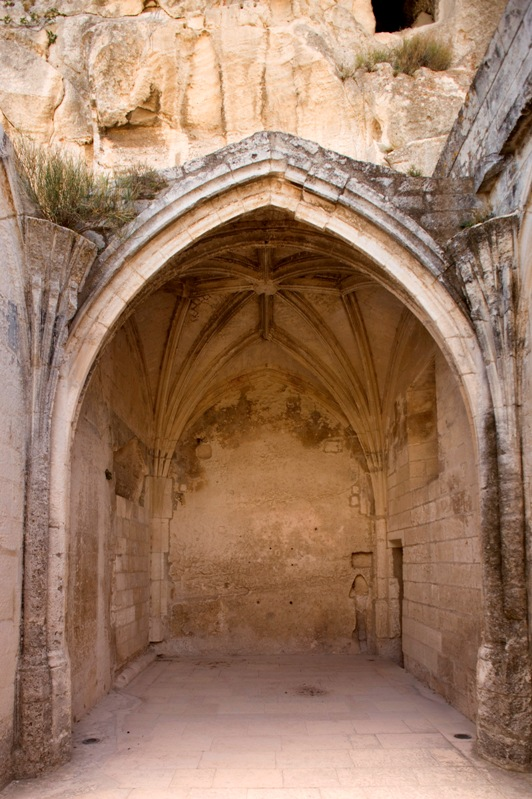
Vestigios de la capilla.

El castillo de los Baux (del francés: château des Baux), es una fortaleza medieval en ruinas situada en la comuna francesa de Les Baux-de-Provence, departamento de Bocas del Ródano, en la Provenza.

## Historia
El castillo fue erigido en el siglo XI por los señores de los Baux. Durante los siglos XII y XIII, Baux fue un importante emplazamiento donde convergían la cultura y la política de la Provenza francesa medieval, principalmente a consecuencia del poder reinante de la familia de los señores de los Baux, aunque sufrió a menudo guerras locales y, en particular, las guerras baussenques entre 1145 y 1162 por la sucesión de Provenza.
Del año 1372 al 1399, Raimond de Turenne, vizconde de Turenne, pasó a ser el señor del castillo y las posesiones; en 1426, los Baux son vinculados al Condado de Provenza, antes de que pase a ser anexionado definitivamente a la corona de Francia en 1486.
En 1528, el castillo pasa a ser administrado por el condestable Anne de Montmorency y, de 1562 a 1598, sufre de nuevo los efectos de nuevas guerras, las de religión en Francia. Finalmente es desmantelado en 1632 y se hunde en el olvido.
La familia Grimaldi, la actual familia real de Mónaco, fue la última casa que habitó en el castillo; y aún conservan el título de Marqueses de los Baux.

## Arquitectura
El castillo se encuentra construido en la parte del acantilado de un pico rocoso que domina la localidad.
La fortaleza conserva los vestigios de una torre del homenaje rectangular central del siglo XIII, que es la parte mejor conservada, rodeada por las torres « Sarrazine », « Paravelle » y la « tour des Bannes » (Cuernos, en provenzal).
También se conservan los vestigios de una capilla, de un extenso recinto exterior y de viviendas excavadas en la roca.

### Otros monumentos
En el recinto hay varias reconstrucciones de catapultas, a base de mapas encontrados en el castillo.
También hay un monumento al escritor Charloun Rieu.